# ConGarbo
ConGarbo è un album tributo al cantautore italiano Garbo, pubblicato nel 2006.

## Il disco
Il disco è stato realizzato dall'etichetta Photographic con distribuzione Venus. Ad omaggiare l'artista new wave e sperimentale milanese vi sono diversi artisti che sono stati influenzati artisticamente da lui o che hanno essi stessi collaborato con l'artista. Tra questi i Soerba, riformatisi per l'occasione, Boosta dei Subsonica, il duo Francesco Bianconi e Rachele Bastreghi dei Baustelle, Andy dei Bluvertigo, gli Zu con Meg, Madaski degli Africa Unite e Mauro Ermanno Giovanardi dei La Crus.

## Tracce
CD 1
1. Krisma - Australia
2. Angelo Bellandi e Derivando - On the Radio
3. Madaski - Radioclima
4. Ottodix - Cose veloci
5. Boosta - A Berlino... va bene
6. N.A.M.B. - Dans une nuit ainsi
7. Lele Battista - Forse
8. Gionata - La/la/la
9. Styllo e Valerie Dore - How Do I Get to Mars?
10. Andy - Il fiume

CD 2
1. Scarc con Francesco Bianconi e Rachele Bastreghi - Un graffio
2. Anarcord - Troppe cose
3. Mauro Ermanno Giovanardi - Generazione
4. Soerba - Dance citadine
5. Zu e Meg - Up the Line
6. Xelius Project - Vorrei regnare
7. Marco Notari - Un bacio falso
8. Lombroso - Due foglie di settembre
9. Alessandro Zannier e Georgeanne Kalweit - Grandi giorni
10. Delta V - Quanti anni hai?

Bonus track
1. Garbo - Comme d'habitude
2. Garbo - Garbo
3. Garbo - Non so perché